# Haring-Blum-Zelle
Die Haring-Blum-Zelle ist ein rechteckiger Behälter aus nichtleitendem Material mit Haupt- und Hilfselektroden und dient zur Untersuchung galvanischer Bäder.
Aus Versuchen mit einer Haring-Blum-Zelle lassen sich quantitative Aussagen über die Streufähigkeit eines Elektrolyten und über die Elektrodenpolarisation ableiten.
Ein wesentlicher Unterschied zur Hull-Zelle besteht im Grundriss und in der Anordnung der Elektroden. Die  Haring-Blum-Zelle liefert hauptsächlich quantitative Ergebnisse, wogegen man aus Versuchen mit der Hull-Zelle gleichzeitig quantitative und qualitative Ergebnisse ableiten kann.